# Liste der Biografien/Daz
Liste der Biografien |
Portal Biografien |
Personensuche
# |
A |
B |
C |
D |
E |
F |
G |
H |
I |
J |
K |
L |
M |
N |
O |
P |
Q |
R |
S |
T |
U |
V |
W |
X |
Y |
Z |
?
 
Da |
Db |
Dc |
Dd |
De |
Dg |
Dh |
Di |
Dj |
Dk |
Dl |
Dm |
Dn |
Do |
Dq |
Dr |
Ds |
Du |
Dv |
Dw |
Dy |
Dz
 
Daa |
Dab |
Dac |
Dad |
Dae |
Daf |
Dag |
Dah |
Dai |
Daj |
Dak |
Dal |
Dam |
Dan |
Dao |
Dap |
Daq |
Dar |
Das |
Dat |
Dau |
Dav |
Daw |
Dax |
Day |
Daz
Die Liste der Biografien führt alle Personen auf, die in der deutschsprachigen Wikipedia einen Artikel haben. Dieses ist eine Teilliste mit 17 Einträgen von Personen, deren Namen mit den Buchstaben „Daz“ beginnt.

## Daz

### Daza
- Daza, Alfredo (* 1976), mexikanischer Opernsänger (Bariton)
- Daza, Esteban, spanischer Vihuelist und Komponist der Renaissance
- Daza, Hilarión (1840–1894), bolivianischer Präsident
- Daza, Leandro (* 2003), bolivianischer Mittelstreckenläufer
- Daza, María (* 1986), kolumbianische Fußballschiedsrichterin
- Dazai, Osamu (1909–1948), japanischer SchriftstellerDazai Osamu (1909–1948)

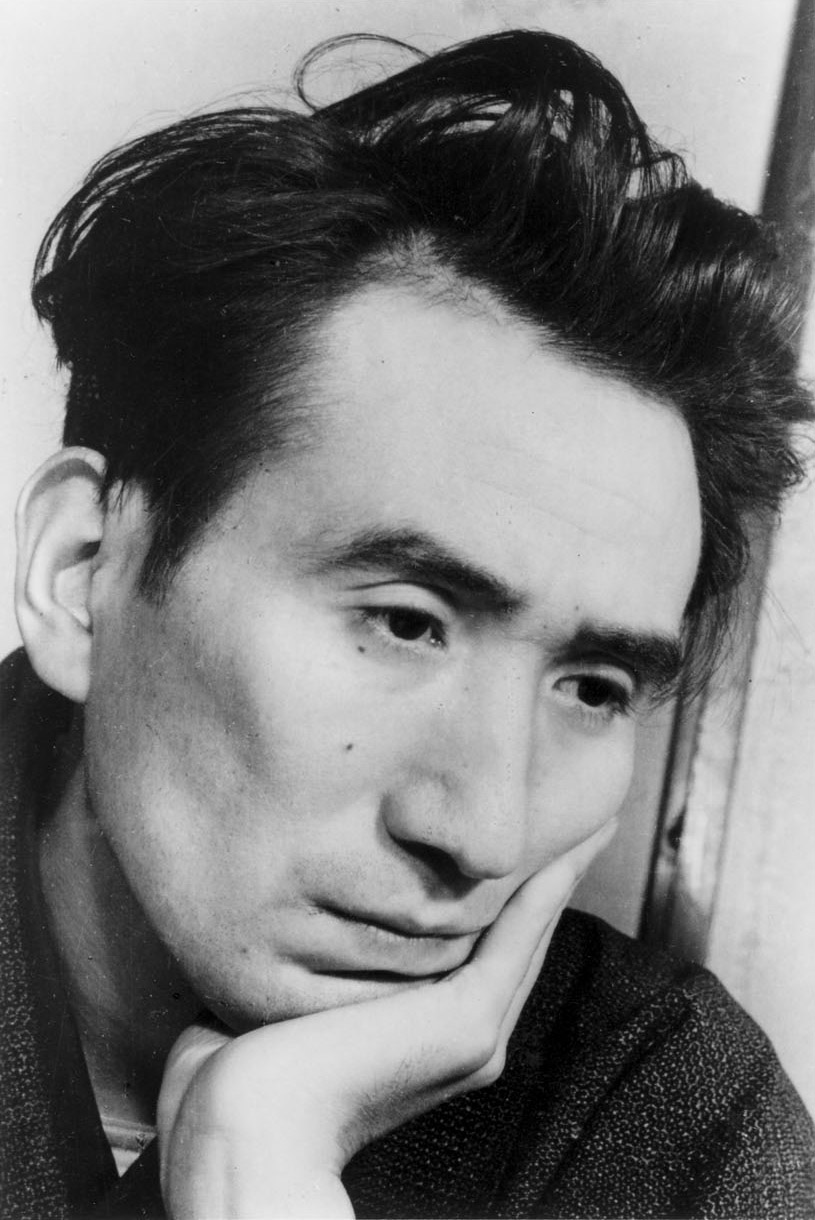
Dazai Osamu (1909–1948)

- Dazai, Shundai (1680–1747), japanischer Konfuzianist und Wirtschaftsgelehrter

### Dazb
- Dazbee (* 1996), südkoreanische Utaite

### Daze
- Dazé, Éric (* 1975), kanadischer Eishockeyspieler
- Dazert, Franz Josef (1925–2022), deutscher Industriemanager
- Dazew, Assen (1911–1994), bulgarischer Physiker

### Dazi
- Dazincourt (1747–1809), französischer Schauspieler

### Dazj
- Dazjuk, Pawel Walerjewitsch (* 1978), russischer Eishockeyspieler

### Dazu
- Dazur, Waldemar von (1895–1969), deutscher Jurist, Verwaltungsbeamter und Jagdflieger im Ersten Weltkrieg

### Dazz
- Dazzan, Ottavio (1958–2024), argentinisch-italienischer Bahnradsportler
- Dazzi, Tommaso, italienischer Filmproduzent und -regisseur
- Dazzoni, Giovanni (1851–1923), Schweizer Jurist und Politiker